# Repentance (película)
Repentance es una película de 2013 dirigida por Philippe Caland y protagonizada por Forest Whitaker, Anthony Mackie, Cuba Gooding Jr., Nicole Ari Parker y Sanaa Lathan. Repentance es la primera película con mayor producción de CodeBlack Entertainment. La película tuvo un estreno limitado en Estados Unidos el 28 de febrero de 2013.

## Elenco
- Forest Whitaker como Angel Sanchez.
- Anthony Mackie como Tommy Carter.
- Cuba Gooding Jr. como Ben Carter.
- Nicole Ari Parker como Sophie Sanchez.
- Sanaa Lathan como Maggie Carter.
- Mike Epps como Jerry Sanchez.

## Estreno
La película se estrenó el 28 de febrero de 2013 con un estreno limitado. Está disponible en Blu-Ray y DVD desde el 24 de junio de 2013.